# Krzysztof Kołowrocki
Krzysztof Stanisław Kołowrocki (ur. 5 maja 1948) – polski matematyk i inżynier automatyk, profesor nauk technicznych.

## Życiorys
W 1971 ukończył studia matematyczne na Wydziale Matematyki, Fizyki i Chemii Uniwersytetu Mikołaja Kopernika w Toruniu. W 1978 uzyskał stopień doktora nauk matematycznych w Instytucie Matematyki Wydziału Elektrycznego Politechniki Poznańskiej na podstawie pracy pt. Asymptotyczne funkcje niezawodności pewnych układów szeregowo-równoległych. W 2001 habilitował się po obronie rozprawy pt. Asymptotyczne funkcje niezawodności pewnych układów szeregowo-równoległych (w ramach dyscypliny automatyka i robotyka). 18 kwietnia 2005 uzyskał tytuł profesora nauk technicznych.
Promotor co najmniej pięciu przewodów doktorskich. Autor ponad 20 książek i monografii oraz około 400 artykułów naukowych, członek komitetów redakcyjnych branżowych czasopism naukowych oraz Sekcji Technicznych Środków Transportu Komitetu Transportu Polskiej Akademii Nauk. W pracy badawczej specjalizował się w zakresie probabilistyki, teorii niezawodności, bezpieczeństwa systemów technicznych (w tym w transporcie morskim).
W latach 1971–2020 był wykładowcą Uniwersytet Morskiego (Akademii Morskiej) w Gdyni, od 1978 do 2020 kierował na nim Katedrą Matematyki na Wydziale Nawigacyjnym. Od 1988 do 1989 wykładał na Uniwersytecie w Sabha w Libii. Odbył staże naukowe m.in. na Uniwersytecie Technicznym w Delfcie, Uniwersytecie Lizbińskim i Narodowym Uniwersytecie Singapuru. Był jednym z założycieli, a od 2007 do 2022 prezesem Polskiego Towarzystwa Bezpieczeństwa i Niezawodności.
Działał w NSZZ „Solidarność”, w grudniu 1981 został przewodniczącym komórki organizacji na Akademii Morskiej w Gdyni po internowaniu dotychczasowego kierownictwa; był redaktorem pisma „Nasz Głos” wydawanego przez nią. W wyborach w 2011 kandydował do Senatu w okręgu nr 64 z ramienia Prawa i Sprawiedliwości. Został członkiem centrum programowego tej partii.